# La Gare Saint-Lazare
La Gare Saint-Lazare (La stazione di Saint-Lazare) è il nome di quattro dipinti a olio su tela, realizzati nel 1877 dal pittore francese Claude Monet, ritraenti l'omonima stazione ferroviaria parigina e conservati in numerosi musei in Europa e America.

## Storia

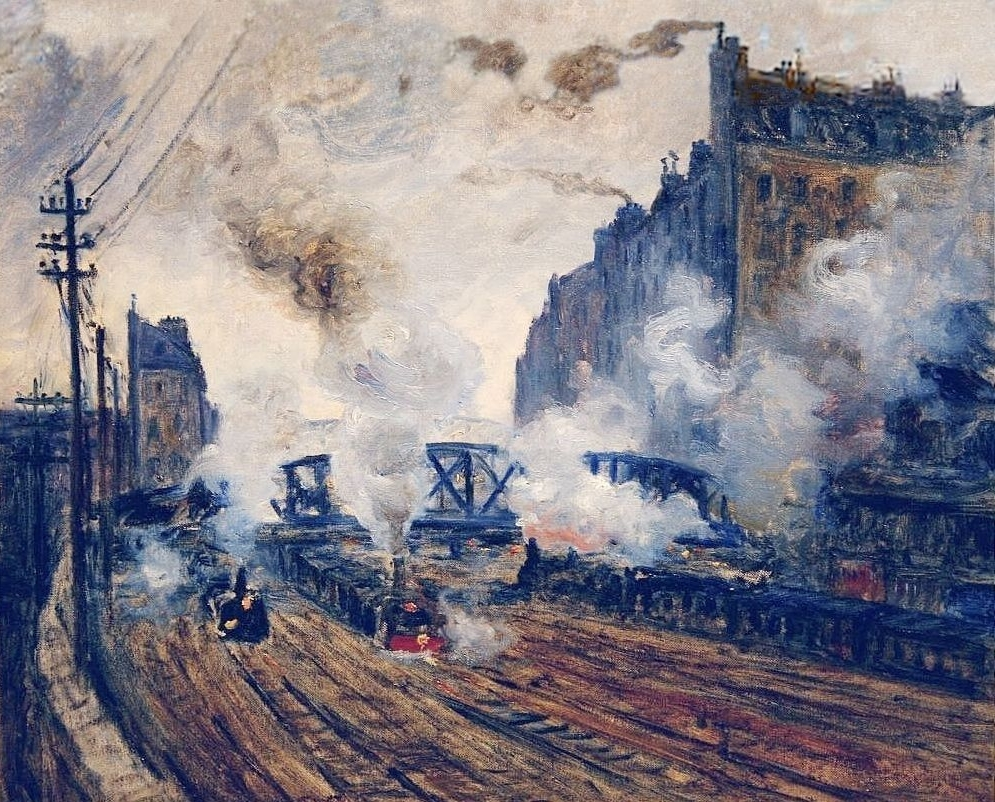
Claude Monet, La Tranchée des Batignolles (1877); olio su tela, 38×46 cm, collezione Würth, Roma

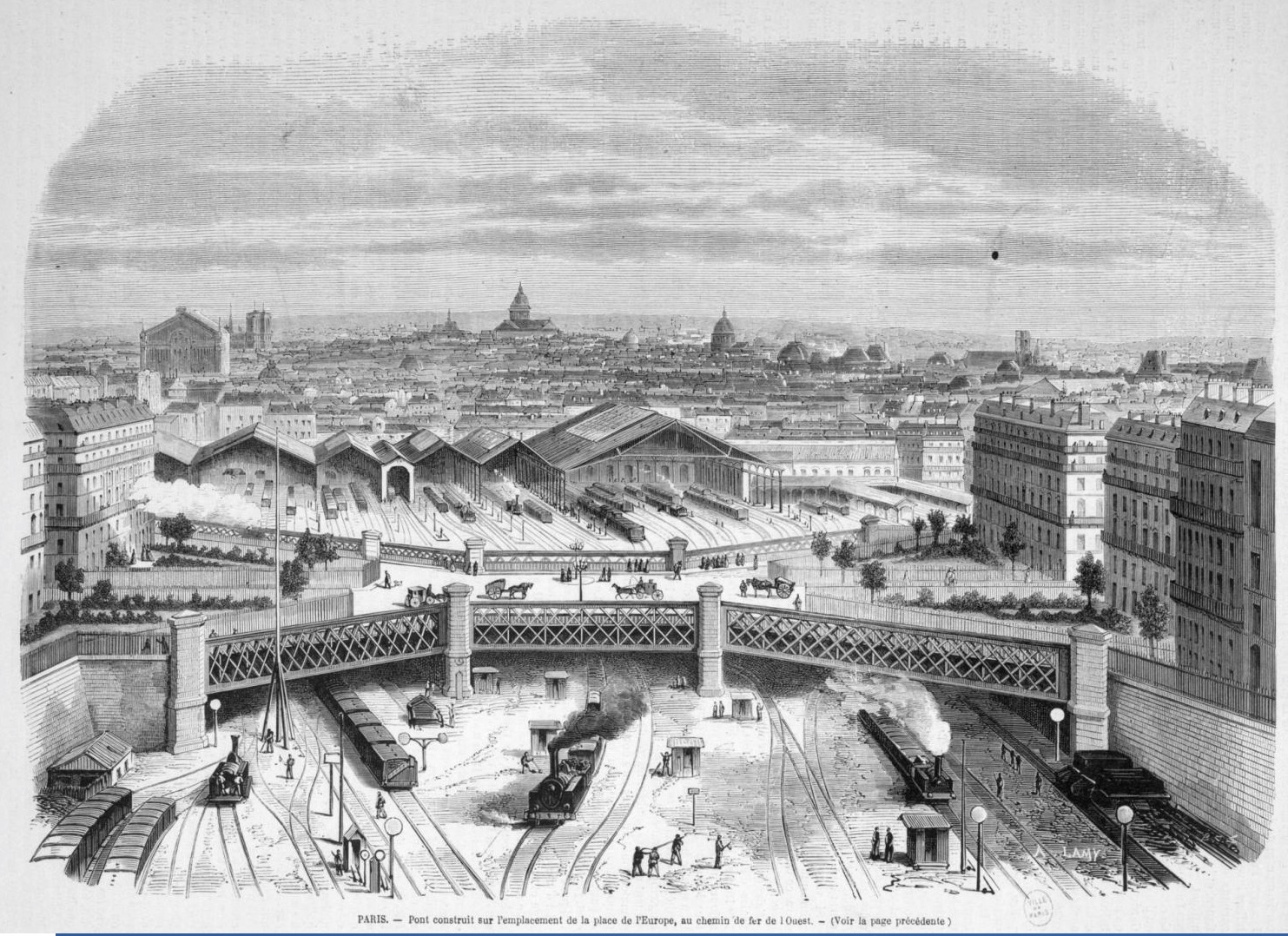
La stazione di Saint-Lazare nel 1868

Dopo aver trascorso anni memorabili nell'assolata campagna di Argenteuil, Monet volle immergersi nello scalpitio della vie moderne, nella prospettiva di dedicarsi alla raffigurazione di paesaggi urbani. Stabilitosi nel quartiere di Nouvelle Athènes il pittore fu subito attratto dalla brulicante stazione di Saint-Lazare, ai margini del detto quartiere, la quale con le strade ferrate annesse ridefinì la natura stessa della città di Parigi (oltre che la sua struttura sociale), come ha giustamente osservato John R. Kellett:
Proiettato alla ribalta della modernità, Monet individuò nella stazione di Saint-Lazare un soggetto idoneo per cimentarsi sia con gli aspetti più autentici della realtà urbana che con le sue sperimentazioni pittoriche impressioniste. Una volta ricevuta l'autorizzazione a dipingere in loco Monet subito si precipitò nello scalo ferroviario e realizzò una dozzina di opere: quattro di queste raffigurano l'hall della stazione, mentre altre preferiscono cogliere la rincorsa delle locomotive sbuffanti attraverso i sobborghi parigini. In questa voce si analizzeranno i dipinti ambientati all'interno dello scalo, con un particolare riguardo alla versione esposta nel museo d'Orsay, che è quella più celebre: le quattro tele, d'altronde, differiscono solo per le intonazioni generali e per il punto di vista.
«Mi ricordo di aver visto un giorno nella stazione di Saint-Lazare un uomo issato con un cavalletto su un mucchio di casse. Era una calda domenica estiva, i parigini partivano a gruppi per i sobborghi [...]. Era Monet che dipingeva con accanimento la partenza delle locomotive, voleva mostrarle in movimento, nella scia di aria calda che tremava attorno alle loro reni, colpito dalle manovre»: bastano queste parole di Hugues Le Roux per assaggiare il fervore creativo che animava Monet durante la realizzazione di queste opere. «Al momento delle partenze, il fumo è tanto spesso che non si distingue praticamente nulla. È un incantesimo, una vera fantasmagoria» ammise lo stesso pittore all'inseparabile amico Renoir «Bisogna che facciano ritardare il treno da Rouen, la luce è migliore mezz'ora dopo la sua partenza». Monet, in ogni caso, riuscì nel suo proposito: le tele, infatti, nonostante le consuete malignerie dei detrattori, suscitarono l'ammirazione incondizionata di Émile Zola, intellettuale che non esitò a servirsi della letteratura per ricostruire una poetica della modernità, senza per questo nasconderne i risvolti più squallidi, dolorosi e ripugnanti. Queste furono le parole che nel 1877 Zola dedicò a Monet sul Sémaphore de Marseille:
(Émile Zola)
Non fu un caso, in effetti, se tredici anni dopo la realizzazione de La Gare Saint-Lazare la penna di Zola diede vita a un'opera, La bestia umana, incentrata sulla descrizione oggettiva dell'alienazione urbana industriale e dello sviluppo delle comunicazioni ferroviarie. Le pagine iniziali di quest'opera, per circostanze tutt'altro che fortuite, sembrano trascrivere sotto forma letteraria quell'universo ferroviario che Monet aveva raccontato con il suo lessico pittorico:

## Descrizione

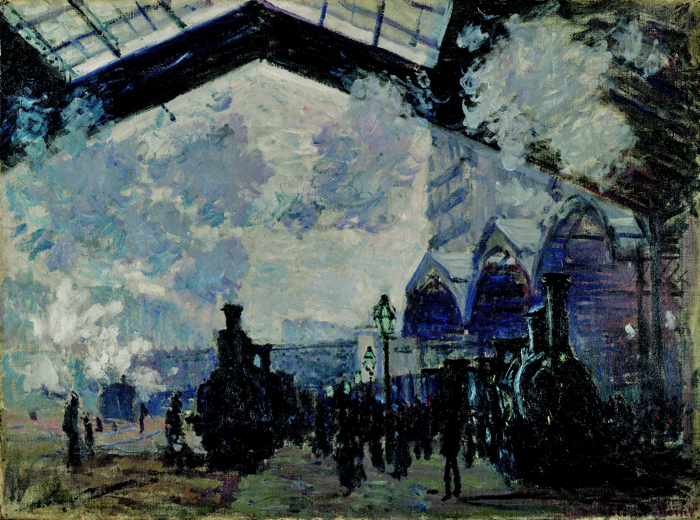
La versione della National Gallery.

L'opera coglie una panoramica del parco binari della stazione parigina di Saint-Lazare. Lo spazio architettonico dell'imponente tettoia metallica è rigorosamente geometrico e, con i suoi pannelli di vetro, lascia intravedere il cielo di Parigi. Questa cattedrale della modernità, satura di energie, certamente affascina l'osservatore, che in questo modo ha una testimonianza tangibile dei trionfi dell'evoluzione industriale, vissuta all'epoca come una conquista positiva. Il vero protagonista del dipinto, tuttavia, è la densa cortina di vapore che volteggia verso l'alto, inondando omogeneamente l'hangar ferroviario. Le volute di fumo blu, infatti, rappresentano per Monet il pretesto per riprodurre la sensazione ottica nel modo più fedele possibile e per indagare le problematiche relative alla luce ed al colore. Un fumo che, oltre a debordare e a srotolarsi negli spazi ferroviari rendendoli suggestivamente evanescenti, avvolge anche le persone, che infatti appaiono piccolissime, se non quasi impercettibili. Con le sue pennellate libere, vibranti e vaporose, dunque, Monet riesce a trasmettere l'impressione reale di un frammento di vita di ogni giorno, in piena ottemperanza con la poetica impressionista.